# Bahnhof Pensacola
Der Bahnhof Pensacola war ein Bahnhof im Fernverkehr und wurde zuletzt von Amtrak betrieben. Er befand sich in Pensacola im Escambia County in Florida.

## Geschichte
Bereits 1835 begann der Bau der Florida, Alabama & Georgia Railroad, die den Hafen von Pensacola mit Montgomery in Alabama verbinden und den Transport und die Verschiffung von Baumwolle aus Alabama ermöglichen sollte. Das Unternehmen ging im Zuge der Wirtschaftskrise von 1837 jedoch pleite und das Projekt blieb zunächst unvollendet. Erst 1861 wurde durch die Alabama & Florida Railroad eine erste, 71 km lange Verbindung von Pensacola nordwärts nach Pollard in Alabama eröffnet, wo ein Anschluss an die Louisville and Nashville Railroad (L&N) hergestellt wurde.

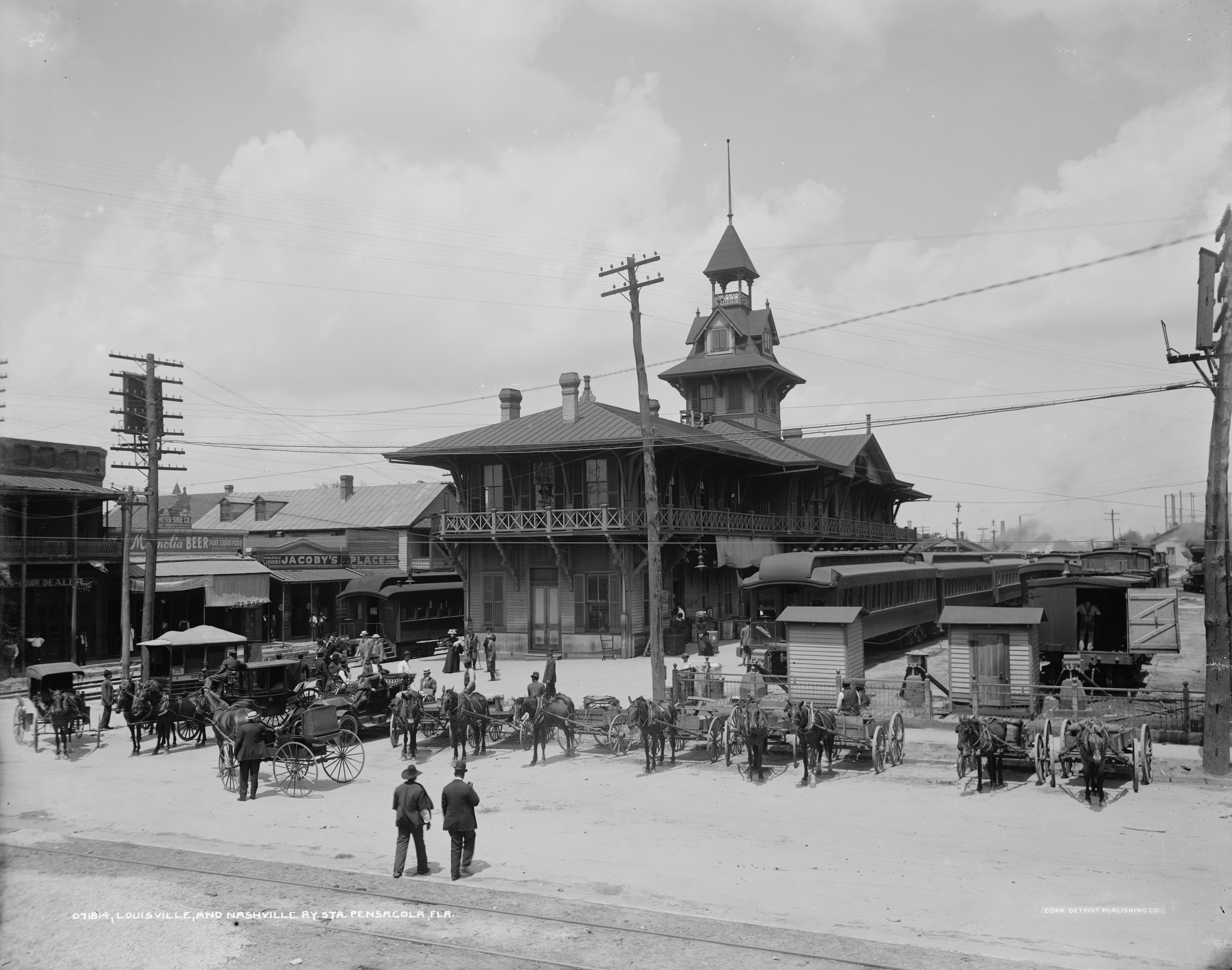
Bahnhof Pensacola

Der Bahnhof selbst wurde 1883 von der Pensacola and Atlantic Railroad (P&A) errichtet. Durch seine Eröffnung wurde Pensacola erstmals im Personenverkehr bedient, und eine Direktverbindung über Chattahoochee nach Jacksonville wurde hergestellt. 1882 ging die Pensacola and Fort Barrancas Railroad, die seit 1870 einen Abzweig von Pensacola zum Fort Barrancas betrieb, in der P&A auf. Die Strecke selbst wurde stillgelegt. 1891 wurde die Strecke nach Jacksonville von der L&N übernommen, die 1949 mit dem Gulf Wind eine Fernzugverbindung von New Orleans über Pensacola nach Jacksonville einführte. 
Die Linienführung des von Amtrak betriebenen Fernreisezugs Sunset Limited, der 1971 eingeführt wurde und zunächst von Los Angeles nach New Orleans führte, wurde 1993 weiter über Pensacola nach Jacksonville (später nach Miami und Orlando) verlängert. Nach den Auswirkungen des Hurrikans Katrina im August 2005 wurde die Linie jedoch wieder auf die ursprüngliche Strecke Los Angeles – New Orleans verkürzt. Der einzige Schienenverkehr besteht seitdem aus Gütertransporten, die von der Bahngesellschaft CSX Transportation durchgeführt werden.